# Arthur Porritt

Herb lorda Porritta

Arthur Espie Porritt, baron Porritt (ur. 10 sierpnia 1900 w Wanganui, zm. 1 stycznia 1994 w Londynie) – nowozelandzki lekarz, lekkoatleta, działacz sportowy i polityk. Przez wiele lat osobisty chirurg monarchów brytyjskich. Brązowy medalista Igrzysk Olimpijskich w Paryżu w 1924. Pierwszy w historii gubernator generalny Nowej Zelandii urodzony na terytorium tego kraju. Pełnił ten urząd w latach 1967-1972. 

## Kariera sportowa
Jako młody człowiek równolegle studiował medycynę (najpierw na uniwersytecie Otago, a następnie na Oxford University) i rozwijał karierę sportową. Jego największym osiągnięciem był brązowy medal w biegu na 100 metrów na Igrzyskach Olimpijskich w Paryżu w 1924. Pierwsze miejsce zajął w tym wyścigu reprezentujący Wielką Brytanię Harold Abrahams. Na pamiątkę wspólnego sukcesu, obaj panowie przez kolejne 53 lata - aż do śmierci Abrahamsa w 1978 – jedli razem kolację w rocznicę wyścigu – 7 lipca, zawsze o godzinie 19:00, bo właśnie wtedy odbył się ich bieg. Wyścig ten został również przedstawiony w głośnym filmie Rydwany ognia. Porritt nie zgodził się jednak na umieszczenie w filmie własnej osoby (podobno ze względu na skromność) i jego miejsce zajęła oparta na nim, fikcyjna postać nazwiskiem Tom Watson.
W 1928 ponownie wszedł w skład reprezentacji Nowej Zelandii na igrzyska olimpijskie (tym razem odbywające się w Amsterdamie), jednak ostatecznie kontuzja uniemożliwiła mu start. Wkrótce potem wycofał się z czynnego uprawiania sportu, ale pozostał aktywnym działaczem. Był kierownikiem reprezentacji Nowej Zelandii podczas Igrzysk Imperium Brytyjskiego w Londynie w 1934 oraz Igrzysk Olimpijskich w Berlinie w 1936. W 1937 jako pierwszy w historii przedstawiciel swojego kraju wszedł w skład Międzynarodowego Komitetu Olimpijskiego, w którym zasiadał aż do 1967. W latach 1961–1967 był także pierwszym przewodniczącym Komisji Medycznej MKOl. 

## Kariera zawodowa i polityczna
Po ukończeniu studiów w 1926, postanowił pozostać w Anglii i podjął pracę jako chirurg w Szpitalu św. Marii w Londynie. W tym samym roku został osobistym chirurgiem księcia Walii, późniejszego króla Edwarda VIII. W 1940 trafił do oddziałów medycznych armii brytyjskiej. Służył we Francji oraz w Egipcie. 
W 1946 został osobistym chirurgiem króla Jerzego VI. W 1950 otrzymał tytuł szlachecki, zaś w 1952 stał się chirurgiem nowej monarchini, Elżbiety II. W 1960 stanął na czele Brytyjskiego Stowarzyszenia Medycznego, a także Królewskiego Kolegium Chirurgów Anglii. W 1963 został podniesiony do godności baroneta.
W 1967, jako pierwszy Nowozelandczyk w historii, został gubernatorem generalnym swojego kraju. Styl sprawowania przez niego urzędu budził pewne kontrowersje, ponieważ nie zawsze potrafił dochować apolityczności, będącej tradycją tego stanowiska. Dał się m.in. poznać jako przeciwnik państwa opiekuńczego. Z kolei jego żona była gorącą zwolenniczką ruchu feministycznego. Emocje budziły także poglądy gubernatora na stosunki między białą większością Nowozelandczyków a Maorysami. Uważał, że sam fakt zawierania mieszanych małżeństw rozwiązuje problem dyskryminacji tych ostatnich. 
Po zakończeniu jego kadencji powrócił do Anglii i tam spędził resztę życia. W 1973 został parem dożywotnim jako baron Porritt. Zmarł pierwszego dnia roku 1994 w wieku 93 lat.